# Friedrich von Seidel

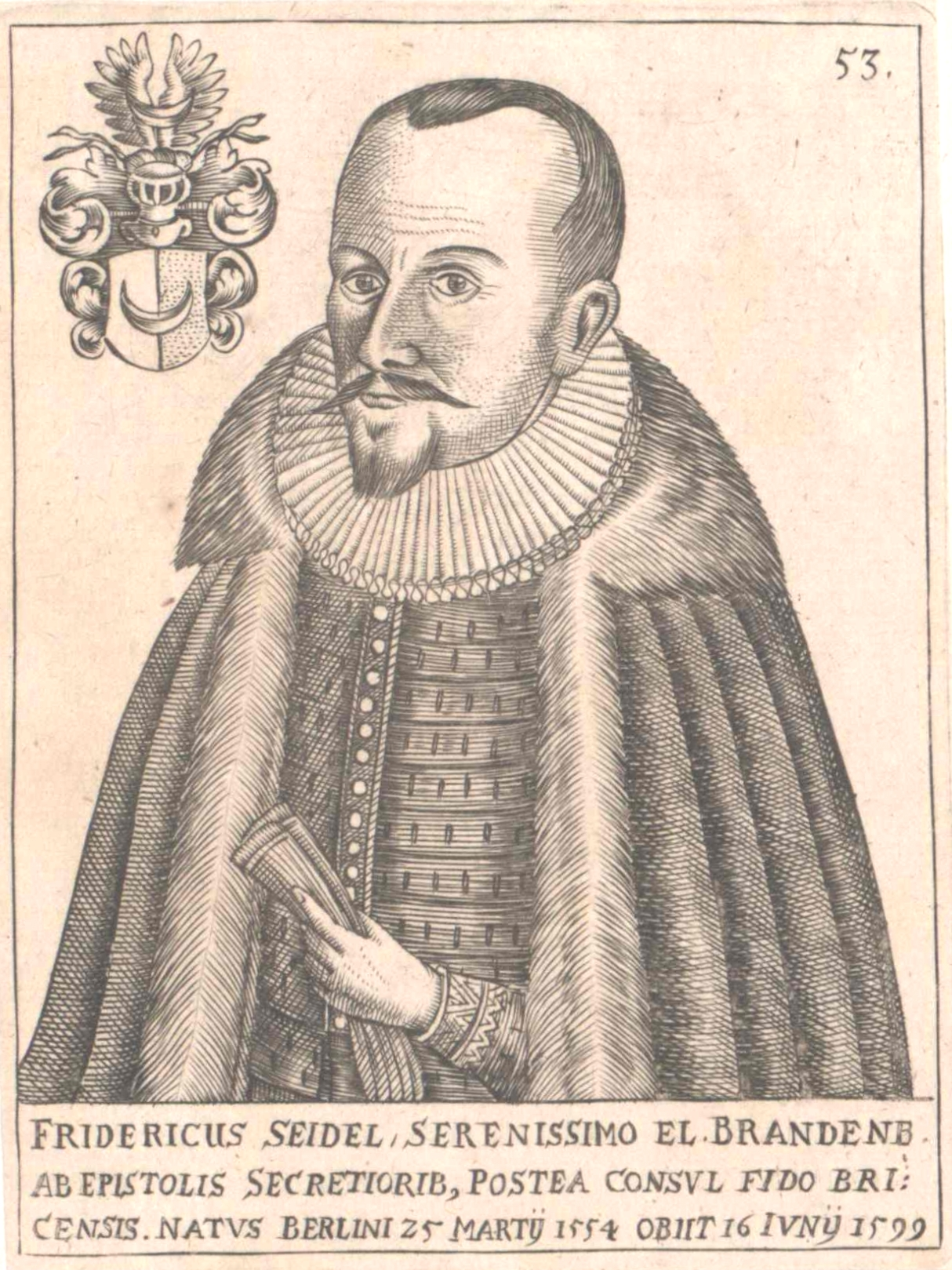
Friederich von Seidel

Friedrich von Seidel (* 28. März 1554 in Berlin; † 14. Juni 1599 in Treuenbrietzen) war ein deutscher Bürgermeister.

## Leben
Friedrich von Seidel war der zweite Sohn von Erasmus von Seidel (1521–1562) und dessen Ehefrau Ursula Kreideweiß aus Schwaben. Er wurde von seinem Vormund, dem Kanzler Distelmeyer, erzogen und wurde kurbrandenburgischer Rat und Geheimsekretär. Er heiratete Dorothea Thamm, mit der er nach Treuenbrietzen zog. Hier wurde er 1591 zum Bürgermeister gewählt. Im Alter von 45 Jahren starb Seidel an der „Haupt-Seuche“. Seine Frau starb drei Tage danach.
Der jüngste seiner sechs Söhne war der Jurist und Staatsmann Erasmus Seidel.